# هانس هانه (ضابط)
هانس هاهنه (بالألمانية: Hans Hahne)‏ هو ضابط ألماني، ولد في 30 نوفمبر 1894 في برلين في ألمانيا، وتوفي في 26 يونيو 1944 في فيتيبسك في روسيا البيضاء.